# Шенвізе
Шéнвізе (Schöne Wiese у перекладі нім. — «Прекрасний луг») — історична місцевість у лівобережній частині сучасного Запоріжжя, колишня німецька колонія.

## Історія
Колонія Шенвізе була утворена у 1797 році 17-ма родинами фризів менонітів, які прибули із Пруссії між 1793 та 1796 роками. Це були досвідчені фермери, які привезли із собою робочих коней і велику домашню худобу, сільськогосподарський інвентар й у середньому по 350 карбованців на родину. На лівому березі ріки Мокрої Московки вони отримали 1 401 десятину землі, де займалися переважно землеробством і розведенням коней, овець та свиней. Пізніше вони зайнялись борошномельним виробництвом.
Тривалий час ці землі входили до складу володінь Війська Запорізького, у 1711—1734 рр. перебували під контролем Османської імперії, а за часів Нової Січі (1734—1775 рр.) входили до складу Самарської паланки Вольностей Війська Запорізького Низового.
Влітку 1770 року на правому березі річки Мокрої Московки почалося будівництво Олександрівської фортеці, а на лівому березі — двох редутів під назвою «Московка», в яких було розміщуно загін солдат, що охороняли міст через річку.
Скоро виявилось, що місце для фортеці було обрано невдало. Річка Мокра Московка розлилася й затопила фортецю. Тому 23 травня 1771 роуц вище по Дніпру розпочалося будівництво нової Олександрівської фортеці, а на місці старої фортеці почалося формування Олександрівського форштадту (передмістя).
У 1778—1783 рр. Олександрівська фортеця була центром Олександрівського повіту Азовської губернії. З 1785 року форштадт було перетворено на посад, а 5 червня 1806 року Олександрівський посад отримав статус міста і став центром новоутвореного Олександрівського повіту Катеринославської губернії.

## XIX століття

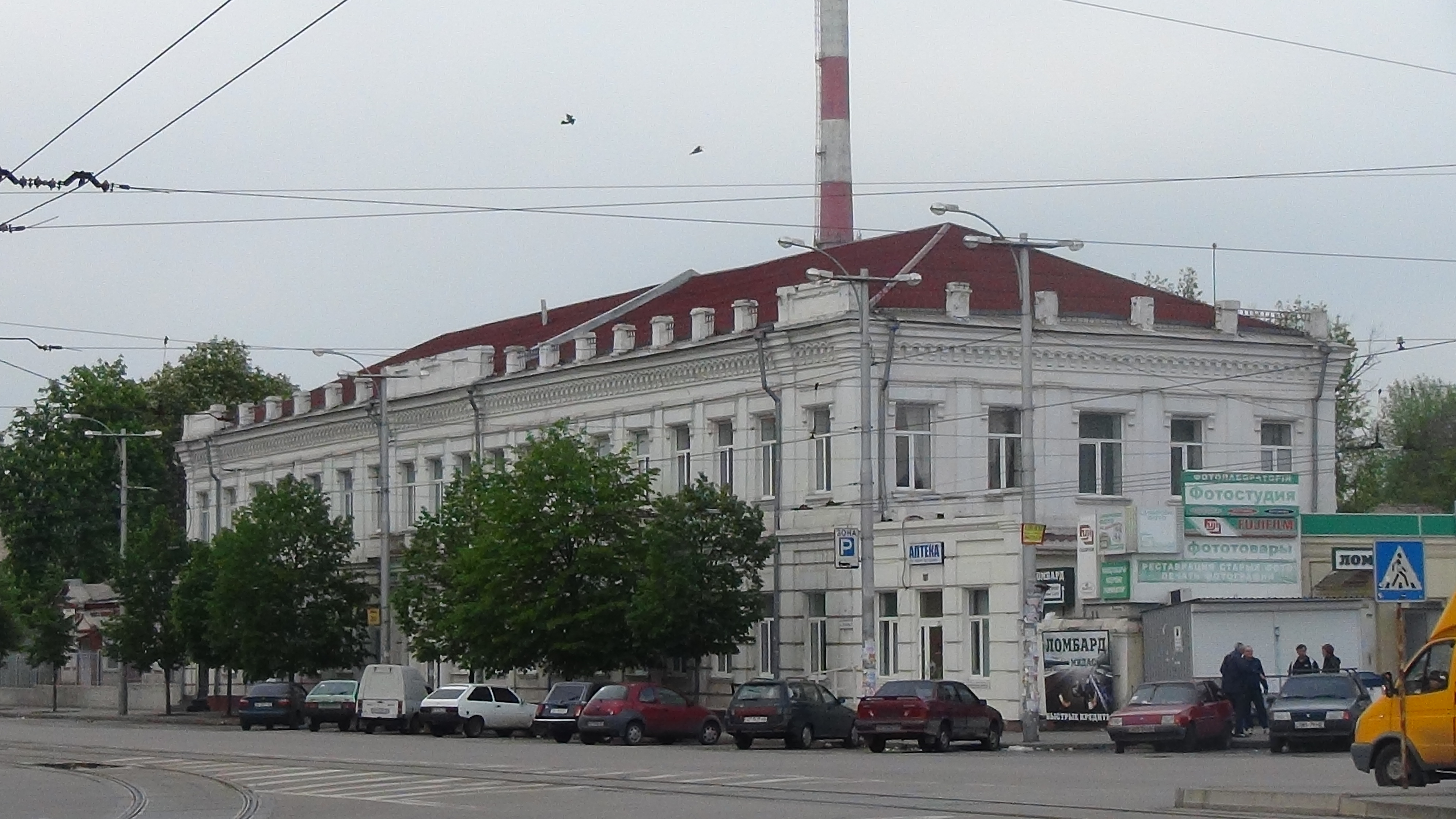
Будинок Мінаєва — місце боїв робочих з урядовими військами у 1905 році (Соборний проспект, 6)

Розвитку Шенвізе як промислового центру сприяло будівництво Лозово-Севастопольської залізниці. У 1873 році було відкрито гілку Лозова — Олександрівськ, у 1874 році — Олександрівськ — Мелітополь, а у 1875 році — Мелітополь — Севастополь.
При будівництві залізниці було споруджено будинок вокзалу «Олександрівськ-Південний» та Південні залізничні майстерні (1876), що давали заробіток 700 робітникам. При станції виникло селище, що згодом одержало назву «Південне». Більшість його населення мала безпосереднє відношення до залізниці.

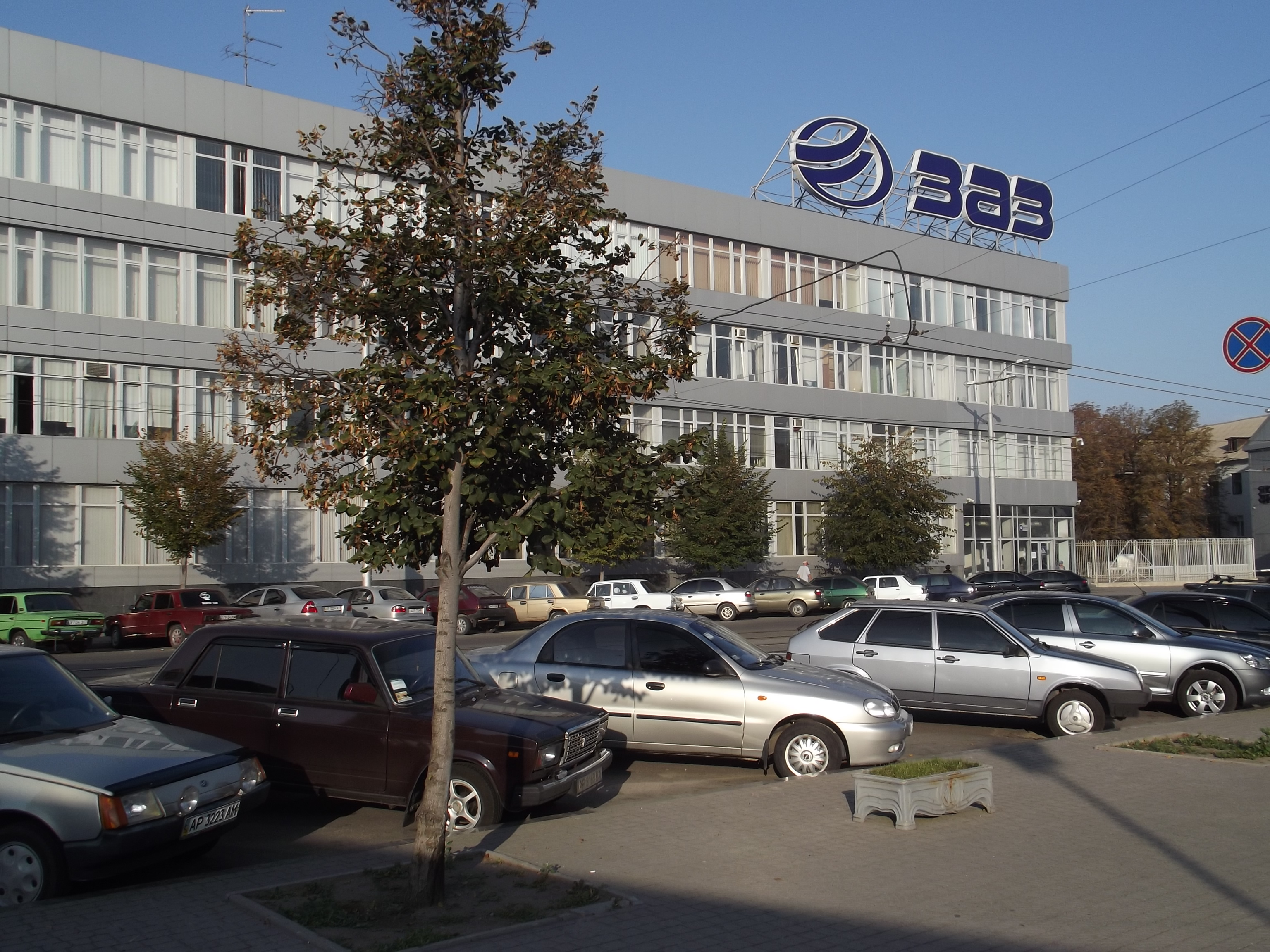
ЗАЗ

Наприкінці XIX століття в Шенвізе з'явилися заводи сільскогосподарчого машинобудування, які поклали початок розвитку промисловості. Вони належали місцевим німцям-менонітам Коопу, Леппу, Янцену, Рутбергу і випускали землеробські знаряддя та машини, нафтові двигуни, млини, силікатну цеглу тощо. Так у 1887 році в Шенвізе постав завод «Лепп і Вальман».
У період з 1881 по 1900 роки товариство «Г. А. Нібур і Ко» ввело до експлуатації чотири млини у Шенвізе.

## XX століття

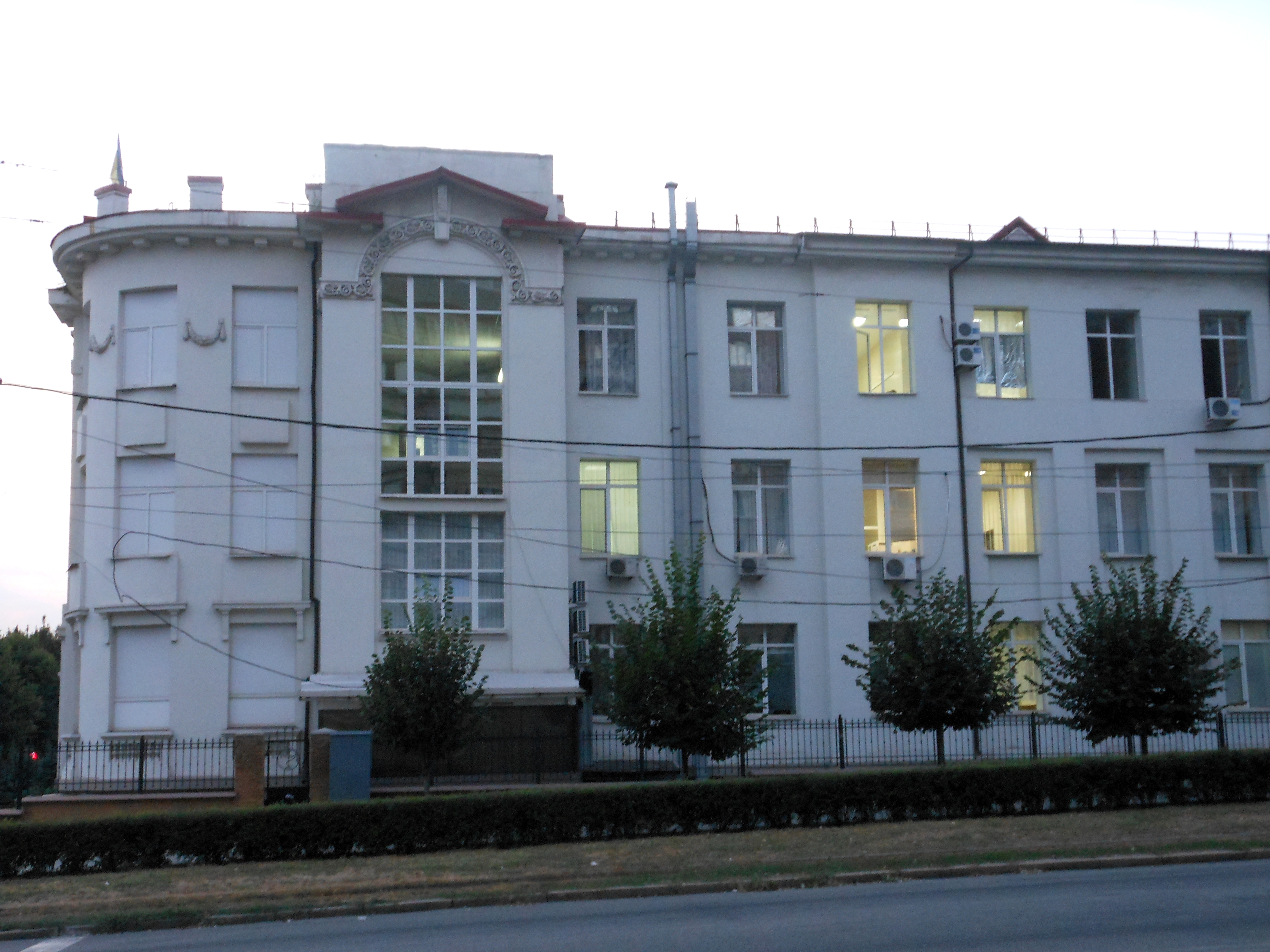
Земська лікарня (нині — Обласна дитяча лікарня)

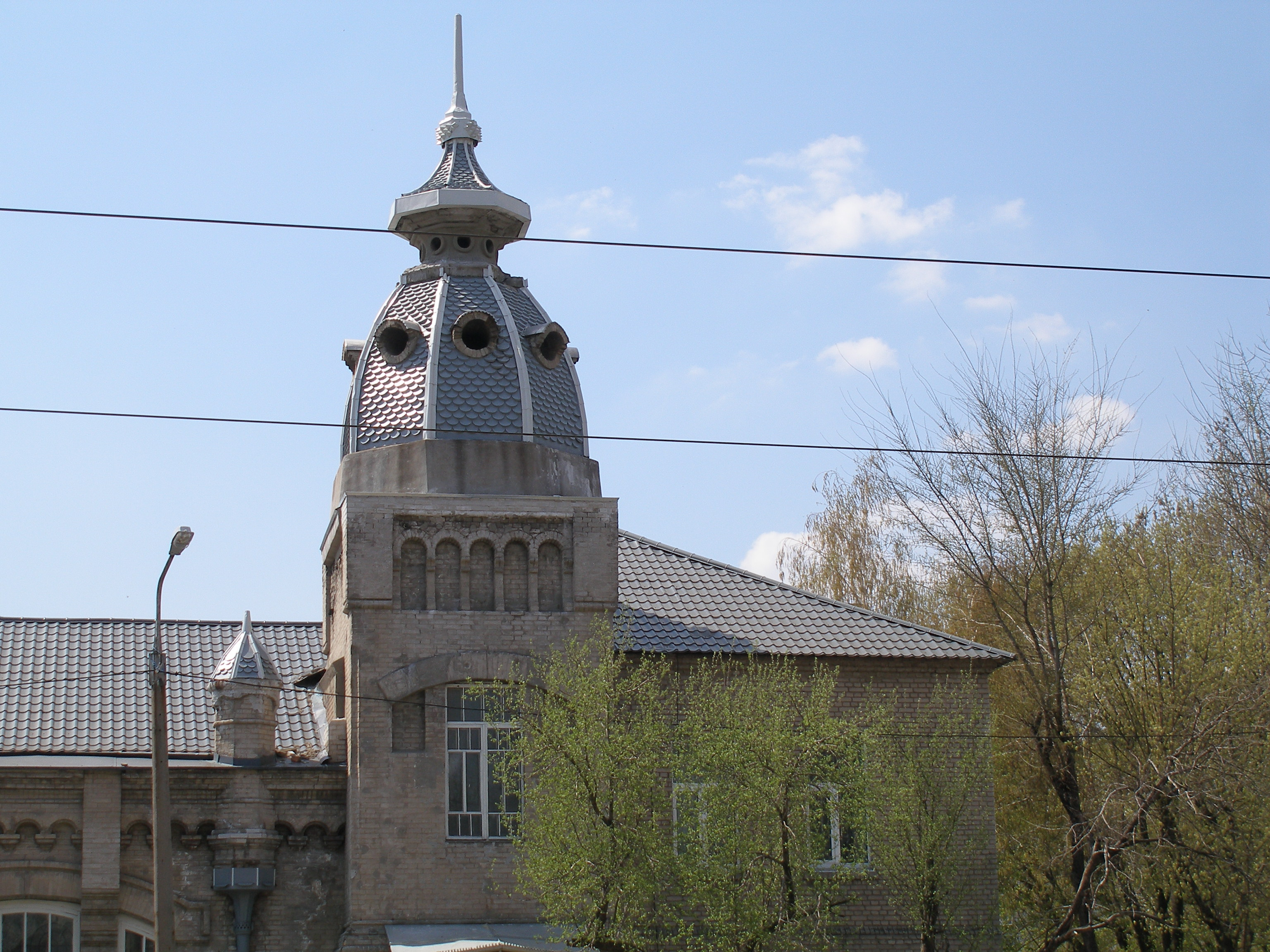
Будівля першої теплоелектростанції Олександрівська

Кращі будинки Старого Олександрівська, зведені у 1910-х роках — Земська управа, Земська лікарня, міська електростанція, чоловіча гімназія, були вибудувані з силікатної цегли, зробленої заводом Рутберга.
З півдня до Шенвізе прилягали селища: Олексіївка, Новомиколаївка, Олександрівка та Канкринівка, розташовані між річкою Кушугумкою та гілкою залізниці, що вела на пристань. Більшу частину їх мешканців складали працівники заводів Шенвізе та залізниці.
Населення Шенвізе з роками збільшувалося, діти із заможних родин навчалися у гімназіях Олександрівська, користувалися послугами громадських і кредитних установ міста, але не несли при цьому міських повинностей. Тому у 1905 році міська влада порушила питання про включення цієї території до межі міста Олександрівська.
17 червня 1911 року на надзвичайному засіданні міської Думи було ухвалене рішення про приєднання колонії Шенвізе та селищ Олексіївка, Олександрівка, Новомиколаївка, Канкринівка та інших до міста Олександрівська.
12 липня 1911 року це рішення було височайше затверджене імператором Миколою II. На території, що була приєднана до міста, на той момент проживало 12 тисяч чоловік, у той час як населення Олександрівська становило 26 тисяч чоловік.
Після того як наприкінці 1920 року заводи Шенвізе були націоналізовані, вони отримали порядкові номери (№ 1 — завод Леппа та Вальмана, № 3 — Копа, № 12 — Борман, Шведе та Ко, № 13 — Копа та Гелькера). Першим з них відновив свою роботу завод сільськогосподарського машинобудування № 3.
18 березня 1921 року, у день 50-річчя Паризької комуни, було випущено першу продукцію. На честь цього подвійного свята завод і отримав свою нову назву — «Комунар».
Найсильнішим імпульсом до розвитку міста Запоріжжя, у тому числі й території майбутнього Комунарського району, стало будівництво Дніпровської ГЕС (1927—1932 рр.) та нових заводів, що мали використовувати енергію електростанції.
У цей же час розширюються і потужності заводу «Комунар». У 1930 році на «Комунарі» були випущені перші в СРСР комбайни (усього до війни завод випустив 96 тис. комбайнів).
Величезні масштаби промислового будівництва у Запоріжжі обумовили збільшення чисельності населення міста та розширення його території. Зокрема, до кінця 1930-х років значно розширилась південна частина міста, на північ від неї з'явилося «Першотравневе селище».
Протягом 1920—1970-х років у майбутньому Комунарському районі реконструюються старі та стають до ладу нові підприємства, серед яких: підприємство «Радіоприлад», головне підприємство запорізького виробничого взуттєвого об'єднання, а також заводи: механічний (створений на базі колишніх Південних залізничних майстерень), дослідний дефектоскопії, ремонтно-механічний «Укрводрембуд», комбінат хлібопродуктів і рибокомбінат, фабрики хімчистки і фарбування одягу та індивідуального пошиття й ремонту взуття.
У листопаді 1958 року Рада Міністрів прийняла постанову про випуск у Запоріжжі мікролітражних легковиків. А у 1960 році перший ЗАЗ-965 випробовували особисто Микита Хрущов та Леонід Брежнєв, а за 5 років кількість «горбатих» «Запорожців» сягнула ста тисяч.

## Сучасність

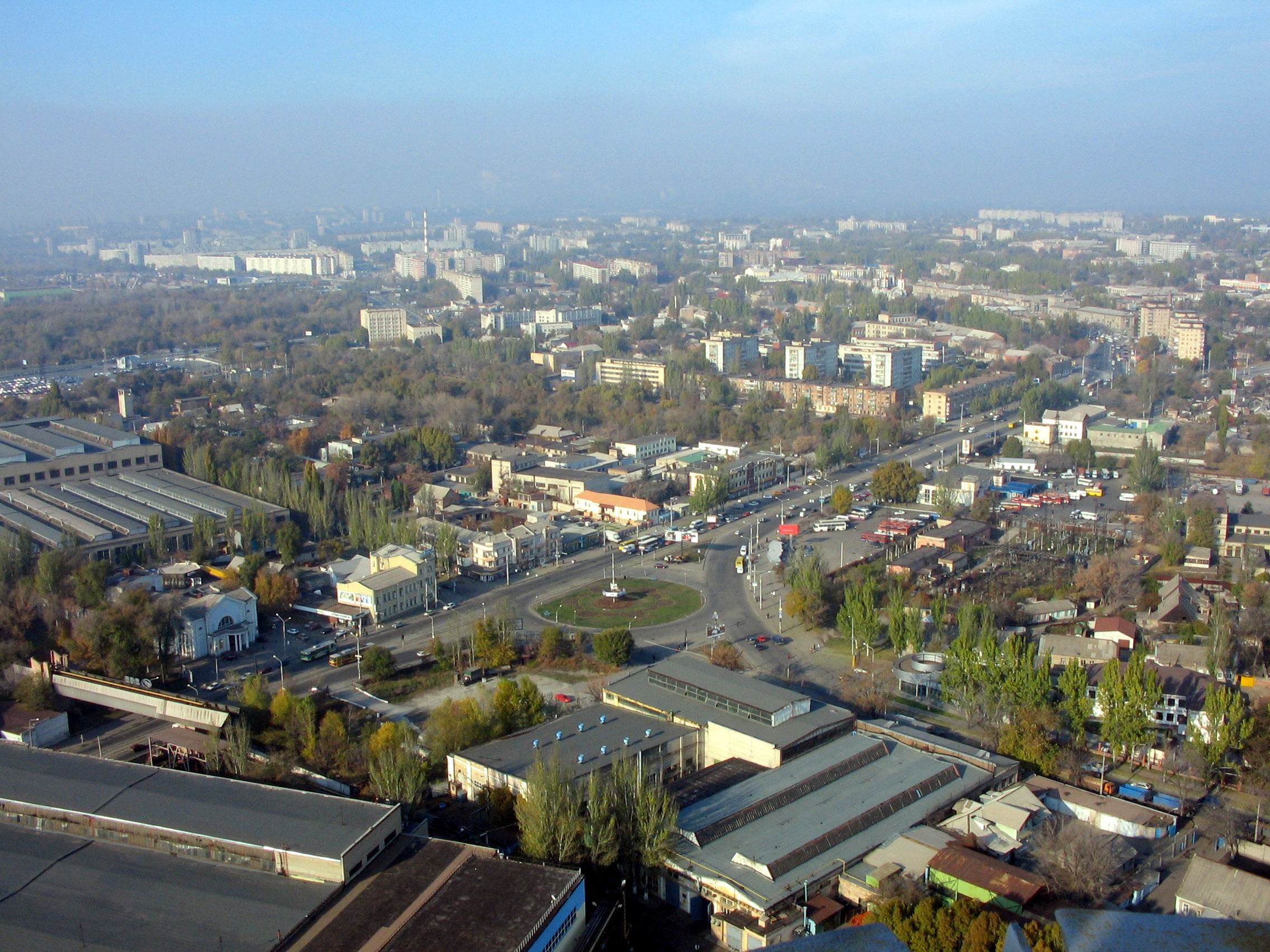
Місцевість колишньої колонії Шенвізе

Наступний етап господарського освоєння та розвитку території сучасного Комунарського району пов'язаний з існуванням на ній поселення Шенвізе.
Наприкінці 1960-х років територія майбутнього Комунарського району продовжувала активно освоюватися. У плануванні нового масиву на Космічному шосе втілювалися найпередовіші ідеї радянського містобудування. Район складався не із дрібних кварталів — розподіл, що став традиційним, — а з великих самостійних елементів: мікрорайонів. Кожний з них — це, по суті, окреме, автономне містечко з населенням у 6-12 тис. чоловік. Тут було все, що потрібно для життя: магазини, підприємства побутового обслуговування, культурні та освітні установи. І незабаром від бажаючих оселитися на «Космосі» (так у місті з дружньою фамільярністю «охрестили» новий масив) відбою не буде. Чисте повітря, тиша, зручні упоряджені будинки — все це притягувало запоріжців. Згодом Космічний мікрорайон стане адміністративним центром майбутнього Комунарського району.
Важливою віхою розвитку м. Запоріжжя стало утворення в ньому у 1977 році нової адміністративної одиниці — Комунарського району, розташованого на території, яка має багате історичне минуле.
6 квітня 1977 року було прийнято рішення Верховноі Ради УРСР про створення Комунарського району м. Запоріжжя, а вже 25 квітня 1977 року відбулася 1-ша сесія Комунарськоі ради народних депутатів, яка поклала початок адміністративної самостійності району.

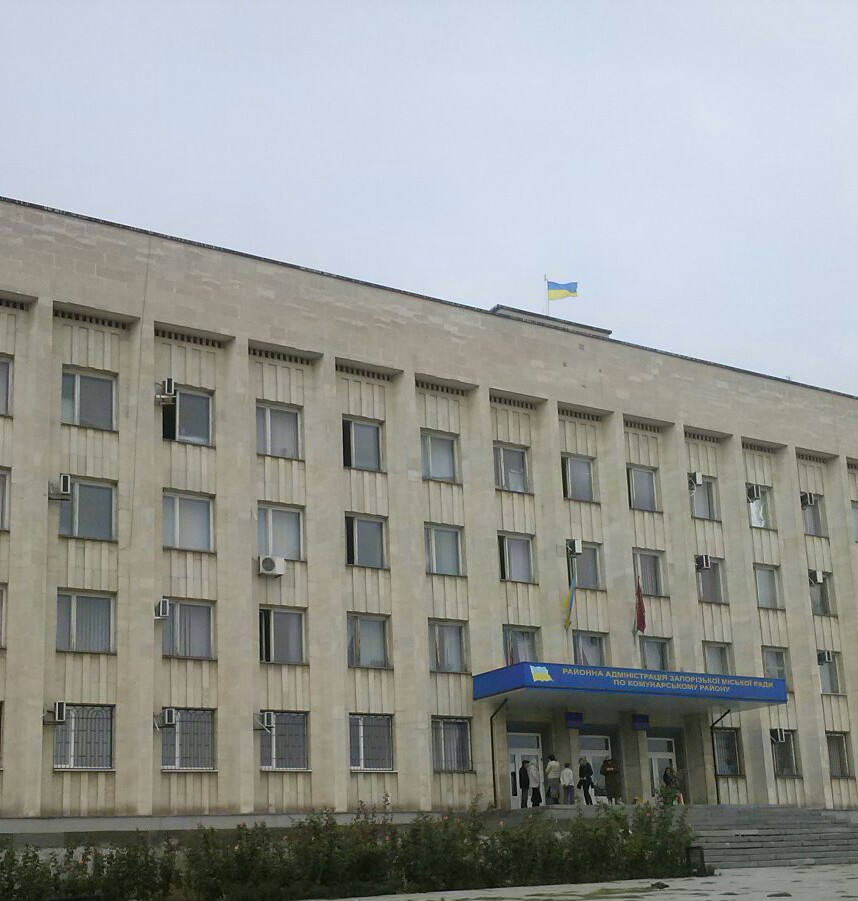
Районна адміністрація Запорізької міської ради по Комунарському району

Район має значний промисловий потенціал: на його території розташовано 19 базових підприємств, серед яких ПАТ «Запорізький автомобілебудівний завод», СП УКП «Таврія-Магна», ДП «Радіоприлад», «Запорізький механічний завод», «Запорізький завод гумовотехнічних виробів», «Дослідно-експериментальний механічний завод», ПАТ «Запоріжжя-Млин», «Завод агротехнічних машин», виробниче підприємство «Неон» УТОГ та навчально-виробниче підприємство УТОС. А також велику кількість підприємств сфери торгівлі та послуг.
При цьому, Комунарський район — одна з найчистіших в екологічному плані частин міста завдяки 2 241 га зелених насаджень: 6 скверів, 5 куточків відпочинку, 6 зелених зон та Дитяча залізниця — центр навчання та відпочинку із живим куточком, зимовим садом, тераріумом та акваріумом, багатьма гуртками для дітей.